# Авелино (округ)
Округ Авелино (итал. Provincia di Avellino) је округ у оквиру покрајине Кампанија у јужној Италији. Седиште округа покрајине и највеће градско насеље је истоимени град Авелино.
Површина округа је 2.792 km², а број становника 439.565 (2008. године).

## Природне одлике
Округ Авелино чини источни део историјске области Кампаније. Он се налази у јужном делу државе, без изласка на море. Округ се приближно поклапа са историјском облашћу Ирпинија. Већи део округа се налази усред планинског ланца Апенина. Северним делом округа пружају се Самитски Апенини, а јужним Кампањски Апенини. У средишњем делу округа налази се долина реке Калоре, а крајње западном делу налази се огранак Кампањске равнице.

## Становништво
По последњим проценама из 2008. године у округу Авелино живи близу 440.000 становника. Густина насељености је велика, преко 150 ст/км². Западна, нижа половина округа је боље насељена, док је источни, планински део је ређе насељен и слабије развијен.
Поред претежног италијанског становништва у округу живе и известан број досељеника из свих делова света.

## Општине и насеља
У округу Авелино постоји 119 општина (итал. Comuni).
Најважније градско насеље и седиште округа је град Авелино (57.000 ст.) у западном делу округа. Други по величини је град Аријано Ирпино (23.000 ст.) у северном делу округа.